# دونايفتسي
دوناييفتسي (Дунаївці) هي مدينة في مقاطعة دوناييفتسي رايون إقليم خملنيتسكي أوبلاست في أوكرانيا. تقع المدينة على نهر تيرنافكا، على بعد 22 كم من محطة السكة الحديد دونايفتسي و 68 كم من خملنيتسكى. بلغ عدد السكان 16,223 في عام 2012. وبها محطة تقوية ومصاننع للآلات الكهربائية وتصنيع الزبدة.